# Campionati mondiali di nuoto in vasca corta 2010 - 1500 metri stile libero maschili
La competizione si è svolta il 19 dicembre 2010 in due fasi: la mattina hanno gareggiato i primi 22 atleti, mentre la sera i rimanenti 8.

## Medagliere
| Posizione | Atleta           | Paese     |
| --------- | ---------------- | --------- |
| Oro       | Oussama Mellouli | Tunisia   |
| Argento   | Mads Glæsner     | Danimarca |
| Bronzo    | Gergely Gyurta   | Ungheria  |

## Record
Prima della manifestazione il record del mondo (RM) e il record dei campionati (RC) erano i seguenti:
| Record mondiale       | 14:10.10 | Grant Hackett Australia | 7 agosto 2001 Perth, Australia         |
| Record dei campionati | 14:22.98 | Yury Prilukov Russia    | 13 aprile 2008 Manchester, Regno Unito |

Durante la competizione non sono stati migliorati record.

## Risultati
| Pos. | Batteria | Corsia | Atleta                        | Nazionalità      | Tempo    | Note     |
| ---- | -------- | ------ | ----------------------------- | ---------------- | -------- | -------- |
|      | 2        | 4      | Oussama Mellouli              | Tunisia          | 14:24.16 |          |
|      | 4        | 5      | Mads Glæsner                  | Danimarca        | 14:29.52 |          |
|      | 4        | 1      | Gergely Gyurta                | Ungheria         | 14:31.47 |          |
| 4    | 4        | 4      | Federico Colbertaldo          | Italia           | 14:33.92 |          |
| 5    | 3        | 2      | Peter Vanderkaay              | Stati Uniti      | 14:35.25 |          |
| 6    | 4        | 3      | Sébastien Rouault             | Francia          | 14:42.79 |          |
| 7    | 3        | 3      | Ahmed Mathlouthi              | Tunisia          | 14:43.25 |          |
| 8    | 4        | 8      | Lucas Kanieski                | Brasile          | 14:45.51 |          |
| 9    | 3        | 1      | Sean Ryan                     | Stati Uniti      | 14:46.38 |          |
| 10   | 3        | 4      | Heerden Herman                | Sudafrica        | 14:50.10 |          |
| 11   | 4        | 2      | Samuel Pizzetti               | Italia           | 14:52.81 |          |
| 12   | 1        | 2      | Jun Dai                       | Cina             | 14:53.80 |          |
| 13   | 4        | 6      | Pál Joensen                   | Fær Øer          | 14:54.94 |          |
| 14   | 1        | 4      | Cristian Quintero             | Venezuela        | 14:58.50 |          |
| 15   | 2        | 3      | Esteban Jose Enderica Salgado | Ecuador          | 15:04.41 |          |
| 16   | 2        | 1      | Alejandro Gómez               | Venezuela        | 15:06.80 |          |
| 17   | 4        | 7      | Sergiy Frolov                 | Ucraina          | 15:07.74 |          |
| 18   | 3        | 5      | Sergej Bol'šakov              | Russia           | 15:09.15 |          |
| 19   | 3        | 8      | Christian Scherübl            | Austria          | 15:12.63 |          |
| 20   | 3        | 7      | Ventsislav Aydarski           | Bulgaria         | 15:16.37 |          |
| 21   | 3        | 6      | Esteban Paz                   | Argentina        | 15:24.31 |          |
| 22   | 2        | 6      | Ivan Alejandro Enderica Ochoa | Ecuador          | 15:26.84 |          |
| 23   | 1        | 7      | Zhongchao Zhang               | Cina             | 15:28.31 |          |
| 24   | 2        | 2      | Sebastian Jahnsen             | Perù             | 15:30.29 |          |
| 25   | 2        | 7      | Andres Olvik                  | Estonia          | 15:41.81 |          |
| 26   | 2        | 5      | Gabriel Villagoiz             | Argentina        | 15:51.06 |          |
| 27   | 1        | 5      | Irakli Revishvili             | Georgia          | 15:55.17 |          |
| 28   | 2        | 8      | Mohamed Farhoud               | Egitto           | 16:04.64 |          |
| 29   | 1        | 6      | Jackson Niyomugabo            | Ruanda           | 23:27.92 |          |
|      | 1        | 3      | Derrick Bakhuis               | Antille Olandesi | Ritirato | Ritirato |